# Ilol
Ilol fou un petit estat tributari protegit a l'agència de Mahi Kantha a Gujarat, presidència de Bombai, Índia. La població el 1872 era de 5.511 persones, i el 1881 de 5.603. La superfície era de 49 km². La dinastia regnant era de la casta hindú dels makwana kolis. La successió era per primogenitura i el 1881 no disposava de sanad d'adopció. Pagava un tribut de 186 lliures al Gaikwar de Baroda, 43 al raja d'Idar i 2 lliures a l'estat d'Ahmadnagar (que es van seguir pagant quan aquest fou incorporat al d'Idar). La capital era Ilol a 23° 59′ N, 73° 18′ E / 23.983°N,73.300°E avui al districte de Mehsana (Mahesana). El sobirà, amb títol de Thakur, era al final del segle XIX Wakhatsinghji Dipsinghji que va pujar al tron el 16 d'abril de 1866 amb només dos anys. El 18 d'octubre de 1927 va pujar al tron el darrer thakur, Shivshinji Vijaysinghji.